# Feldspatoide

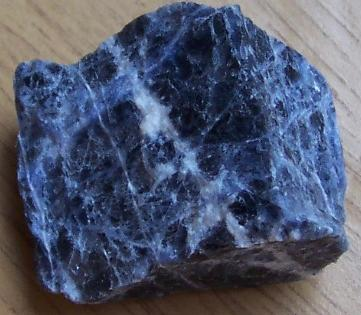
Campione di sodalite, un tipo di feldspatoide

I feldspatoidi sono una famiglia di silicati comuni specialmente nelle rocce effusive. Il loro nome indica che per quanto concerne la loro composizione chimica sono simili ai feldspati.

## Minerali principali
- Leucite
- La serie nefelina-kalsilite
- La serie sodalite-nosean-haüyne
- Lazurite[1]

## Abito cristallino
È variabile da specie a specie:
- la nefelina ha abito pseudocubico con individui icositetraedrici;
- la sodalite, la noseana e l'hauyna sono cubiche con masse compatte.

## Origine e giacitura
I feldspatoidi sono propri di rocce vulcaniche sottosature, ovvero povere di silice e ricche di sodio, eccetto la lazurite che compone il lapislazzuli che si trova in rocce calcaree metamorfosate affini ai marmi ricchi di silicati detti skarn.

## Caratteristiche chimico fisiche
Strutturalmente i feldspatoidi sono dei tettosilicati con struttura molecolare a tetraedri con al centro gli atomi di silicio talvolta sostituito dall'alluminio ed ai vertici gli atomi di ossigeno. Gli spazi vuoti tra un tetraedro e l'altro sono riempiti da potassio, sodio, calcio, cloro, zolfo e gruppo SO4. Sono possibili miscele isomorfe.

## Usi
Il lapislazzuli viene usata come pietra pregiata e per realizzare dei pigmenti color blu oltremare.

La sodalite viene utilizzata come pietra ornamentale.

Anticamente la leucite veniva utilizzata come fertilizzante visto il suo alto contenuto di potassio.

La nefelina viene utilizzata nella produzione industriale di ceramica.